# Бой за Жоры
Бой за Жоры — один из первых боёв Второй мировой войны в Польше, который состоялся в Верхней Силезии неподалёку от города Жоры как часть Пщинского сражения. Поляки стремились защитить Рыбник и не позволить немцам продвинуться ещё глубже в Верхнюю Силезию.

## Cилы

### Германия
В бою за Жоры от немецкой стороны участвовали:
- Части 5-й танковой дивизии[2]:
  - 14-й стрелковый полк, командир — подполковник Йоахим Дегенер
  - 15-й танковый полк, командир — подполковник Йоханнес Страйх
  - 2-й батальон 116-го артиллерийского полка, командир — подполковник Бруно Герлох
- 53-й полк 14-й пехотной дивизии, командир — подполковник Адальберт Лонтшар[3]

### Польша
В бою за Жоры от польской стороны участвовали:
- Части 23-й горносилезской пехотной дивизии:
  - 5-я батарея 2-го дивизиона 23-го полка лёгкой артиллерии, командир — капитан Николай-Йозеф Странц (4 орудия калибром 75 мм образца 1897 года):
    - Орудие № 1 на центральном рынке, командир расчёта — капрал Йозеф Выдерко
    - Орудие № 2 около кирпичного завода на улице Рыбницкой, командир — капрал Станислав Путо
    - Орудие № 3 на железнодорожной станции, позднее перемещено на позицию орудия № 4
    - Орудие № 4 между лесом и озером Сьмешек, командир — поручик Кароль Орловский
- Взвод 56-й роты велосипедистов, командир — подпоручик С. Рейман
- 1-й взвод 53-й отдельной роты пулемётчиков и вспомогательных войск, командир — поручик Болеслав Петровский (шесть ручных пулемётов)
- 54-й батальон народной обороны «Рыбник», командир — майор Тадеуш Квятковский
  - 7-я жорская рота, командир — капитан Эдвард Рыхловский
  - 8-я пщинская рота, командир — капитан Станислав Урбановский

## Хронология событий
- 24 августа 1939 во 2-м дивизионе 23-го полка лёгкой артиллерии в Миколуве объявлено состояние полной боеготовности, в Жорах полностью готова только 5-я батарея 2-го дивизиона в составе 4 орудий.
- 1 сентября 1939 немецкие войска переходят польскую границу:
  - В 4:45 немцы атакуют Рыбник.
  - В 5:00 над Жорами появляется немецкая разведывательная авиация.
  - В 10:00 немцы со стороны Рыбника атакуют Жоры.
  - В 11:00:
    - Начинается эвакуация 2-го орудия батареи под командованием капрала Путо, в ходе эвакуации убито четыре члена расчёта, Путо получил ранение.
    - Немцы разбивают взвод 7-й роты, которая обороняет кирпичный завод, выходят к перекрёстку улиц Фольварецкой и Рыбницкой, в ходе битвы гибнут подпоручик Владислав Павликовский и ещё 7 его подчинённых.
    - Немцы врываются в Жоры со стороны Борыни.

  - В 12:30 поляки отходят к Клещёву.
  - В 14:00 немецкие силы в составе 69 танков врываются в Клещёв, поляки отходят к Кобёру.
- В 15:30 немцы полностью захватывают Жоры.
- В 16:35 генерал Хайнрих фон Витингхофф докладывает штабу о захвате города.

По

## Итог боя
Согласно докладам командования армии «Краков» (в частности, генерала Яна Садовского, руководителя оперативной группы «Слёнск»), в районе Рыбника удалось задержать наступление немцев. Более того, перед нападением на Рыбник и Жоры, была поставлена задача о сохранении польского гарнизона, с чем поляки и справились. Немцам за 1 сентября не удалось продвинуться дальше Рыбника, что дало полякам некоторую временную фору.